# Razdrto, Postojna
Razdrto je strnjeno gručasto vaško naselje v Občini Postojna. Nahaja se na robu prevala med Nanosom (Pleša, 1262 m) na severu in Golim vrhom (710 m) na jugu, na zahodnem robu spodnje pivške kotline. 
V bližini je odcep avtoceste Postojna-Divača proti Vipavski dolini. V bližini je ob cesti Razdrto-Senožeče velik kamnolom apnenca, kjer se cesta cepi v Vipavsko dolino in naprej na Kras proti Kopru in Trstu. 
Naselje ima sveže podnebje z močno burjo in snežnimi zameti pozimi. Tod je izhodišče poti na Nanos, na katerem je Vojkova koča. Ob potoku Smolevec, ki se izliva v Nanoščico, je zaselek »Hudičevec«. Tu je do leta 1974 obratoval mlin, zdaj pa je tam turistična kmetija. 
V naselju stoji podružnična cerkev sv. Trojice (Župnija Hrenovice), z glavnim oltarjem iz 18. stoletja, ki je po arhitekturni zasnovi in kiparski dekoraciji blizu delom Lazzarinijeve kamnoseške delavnice iz Gorice. Oltarna slika je delo Andreja Herrleina. V cerkvi je grobnica plemiške rodbine Rossetti, ki je imela v lasti grad v Orehku in razdrško gospoščino.

## Zgodovina
Kraj se prvič omenja okoli leta 1200 kot Preval. Tod je vodila pot proti Landolu, Studenem in Planini. Pot je izgubila na veljavi po letu 1720, ko so v času cesarja Karla VI. zgradili novo cesto skozi Postojno, še vedno pa so po njej prevažali jambore (jamborna cesta) za ladjedelnice v Trstu. Takrat je Razdrto dobilo poštno postajo v Garzarollijevem dvorcu, ki so jo sem premestili s Hrušice. Na križišču cest proti morju in Vipavski dolini je stala mitnica. Naselje je najbolj uspevalo v času tovorništva, iz tega časa je več mogočnih hiš. Na Razdrtem so skušali Avstrijci leta 1809 zapreti pot francoski vojski. Utrdili so Goli vrh in Školj (Na šancah). 

### Arheološke najdbe
V okolici je bilo najdenih več ostankov prazgodovinskih gradišč ter ostankov iz rimskih časov. Do začetka 1. stoletja n. št., ko so Rimljani zgradili cesto prek Hrušice, je glavna povezava med Akvilejo in Emono potekala skozi Razdrto.
Naselbina na Gradišču (640 m) je bila postavljena v železni dobi, poseljena pa še v zgodnjem rimskem obdobju. Njena vloga je bila verjetno povezana z nadzorom prometa na strateško važnem naravnem prehodu in prometnem stičišču.